# Central Ohio Film Critics Association Awards 2002
La 1ª edizione della cerimonia di premiazione dei Central Ohio Film Critics Association Awards si è tenuta il 4 febbraio 2003.

## Vincitori e candidati
I vincitori sono indicati in grassetto. Ove ricorrente e disponibile, viene indicato il titolo in lingua italiana e quello in lingua originale tra parentesi.
 Miglior film (Best Picture) 
1. Ubriaco d'amore (Punch-Drunk Love), regia di Paul Thomas Anderson
2. Il ladro di orchidee (Adaptation.), regia di Spike Jonze
3. Lontano dal paradiso (Far from Heaven), regia di Todd Haynes
4. Gangs of New York (Gangs of New York), regia di Martin Scorsese
5. Il Signore degli Anelli - Le due torri (The Lord of the Rings: The Two Towers), regia di Peter Jackson
6. Solaris (Solaris), regia di Steven Soderbergh
7. A proposito di Schmidt (About Schmidt), regia di Alexander Payne
8. Atanarjuat - The Fast Runner (Atanarjuat), regia di Zacharias Kunuk
9. Il pianista (The Pianist), regia di Roman Polański
10. Era mio padre (Road to Perdition), regia di Sam Mendes

 Miglior attore (Best Actor) 
- Daniel Day-Lewis - Gangs of New York (Gangs of New York)
- Jack Nicholson - A proposito di Schmidt (About Schmidt)

 Migliore attrice (Best Actress) 
- Maggie Gyllenhaal - Secretary (Secretary)
- Julianne Moore - Lontano dal paradiso (Far from Heaven)

 Miglior attore non protagonista (Best Supporting Actor) 
- Chris Cooper - Il ladro di orchidee (Adaptation.)
- John C. Reilly - Chicago (Chicago)

 Migliore attrice non protagonista (Best Supporting Actress) 
- Emily Mortimer - Lovely & Amazing (Lovely & Amazing)
- Kathy Bates - A proposito di Schmidt (About Schmidt)

 Miglior regista (Best Director) 
- Paul Thomas Anderson - Ubriaco d'amore (Punch-Drunk Love)
- Todd Haynes - Lontano dal paradiso (Far from Heaven)

 Migliore sceneggiatura originale (Best Original Screenplay) 
- Paul Thomas Anderson - Ubriaco d'amore (Punch-Drunk Love)
- Todd Haynes - Lontano dal paradiso (Far from Heaven)

 Migliore sceneggiatura non originale (Best Adapted Screenplay) 
- Charlie Kaufman e Donald Kaufman - Il ladro di orchidee (Adaptation.)
- Jim Taylor ed Alexander Payne - A proposito di Schmidt (About Schmidt)

 Miglior fotografia (Best Cinematography) 
- Andrew Lesnie - Il Signore degli Anelli - Le due torri (The Lord of the Rings: The Two Towers)
- Edward Lachman - Lontano dal paradiso (Far from Heaven)

 Miglior colonna sonora (Best Score) 
- Terence Blanchard - La 25ª ora (25th Hour)
- Elmer Bernstein - Lontano dal paradiso (Far from Heaven)

 Miglior film in lingua straniera (Best Foreign Language Film) 
- Atanarjuat - The Fast Runner (Atanarjuat), regia di Zacharias Kunuk (Canada)
- Y tu mamá también (Y tu mamá también), regia di Alfonso Cuarón (Messico)

 Miglior documentario (Best Documentary) 
- Bowling for Columbine (Bowling for Columbine), regia di Michael Moore
- The Kid Stays in the Picture (The Kid Stays in the Picture), regia di Nanette Burstein e Brett Morgen